# Hypena disualis
Hypena disualis är en fjärilsart som beskrevs av Swinhoe 1917. Hypena disualis ingår i släktet Hypena och familjen nattflyn. Inga underarter finns listade i Catalogue of Life.